# تورگاو
شهر تورگاو (به آلمانی: Torgau) در ایالت زاکسن در کشور آلمان واقع شده‌است.

## نگارخانه

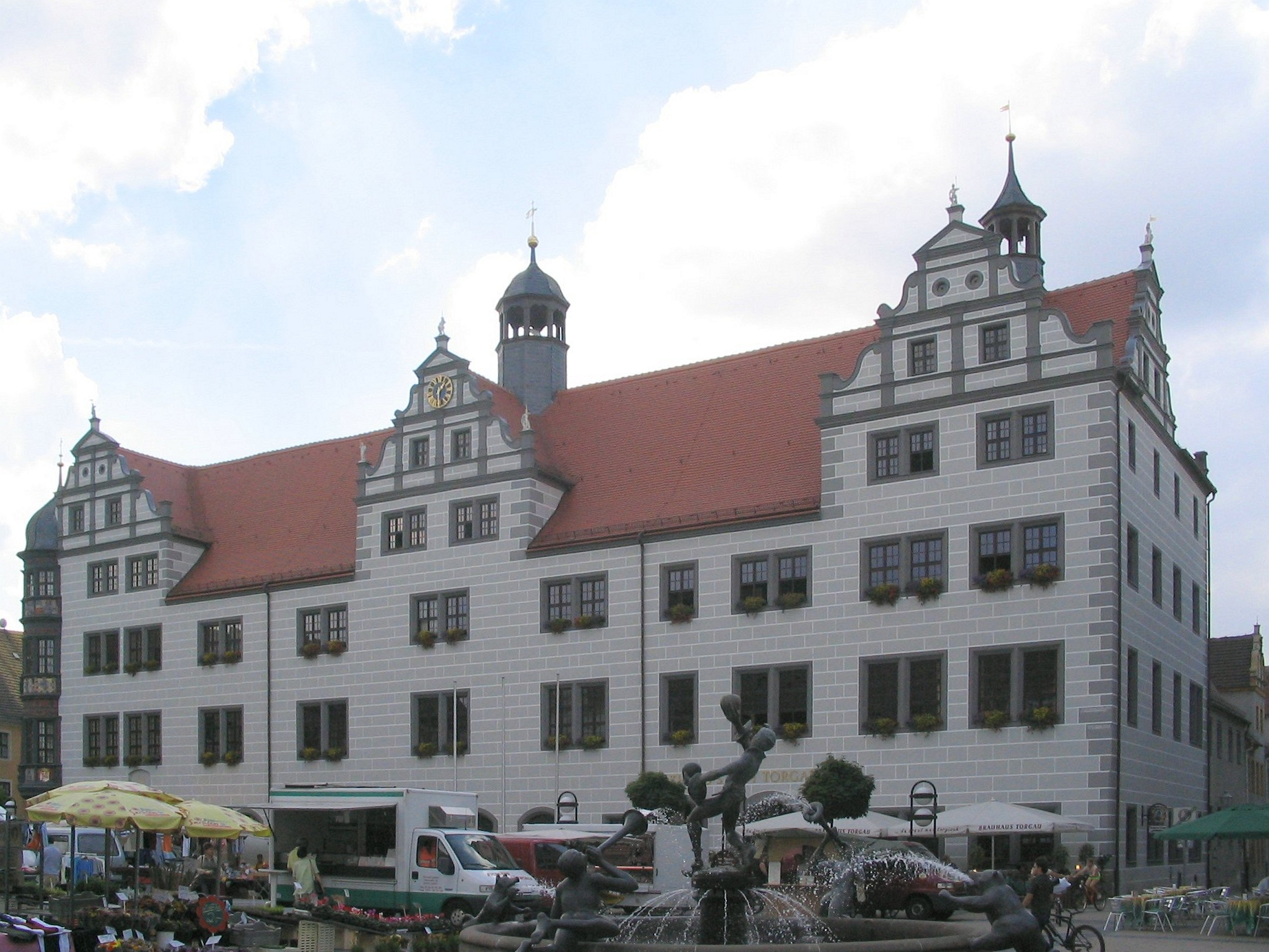
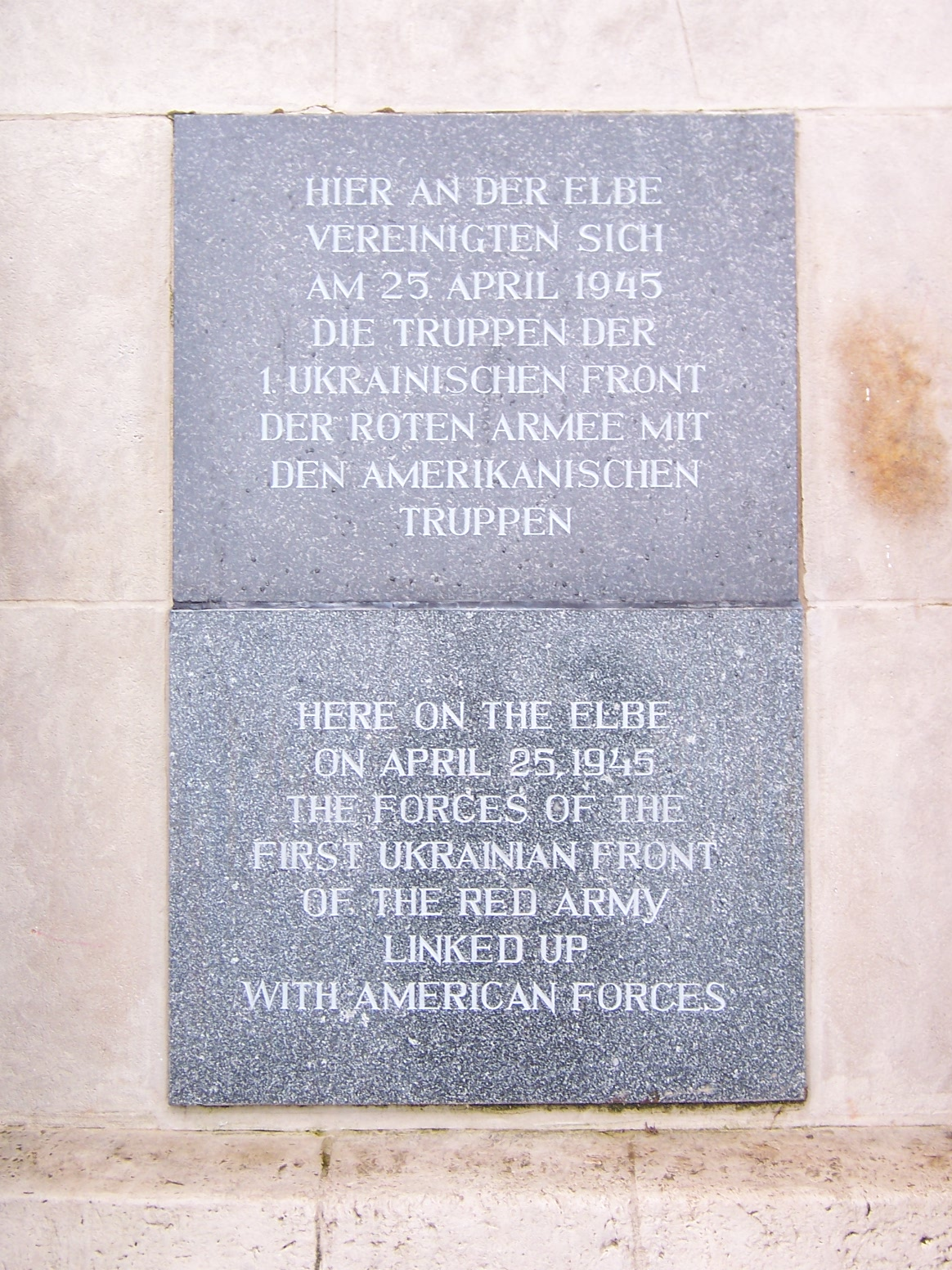